# 林逸馬
林 逸馬（はやし いつま、1903年6月23日 - 1972年9月2日）は、日本の作家。
福岡県出身。東京帝国大学卒。1929年「福岡日日新聞」の懸賞小説に当選する。1944年「筑後川」で九州文学賞受賞。

## 著書
- 新女性観 金文堂福岡支店 1934
- 大虚 金文堂福岡支店 1935 (自我人三部曲 第1篇)
- 筑後川 第一芸文社 1943
- ドストイェフスキー 生涯とその芸術 若い人社 1943
- 旅宿 五月書房 1958
- サルと人間の間 五月書房 1958
- 危険な娘 東京ライフ社 1958

| スタブアイコン | サブスタブ | この項目は、まだ閲覧者の調べものの参照としては役立たない、文人（小説家・詩人・歌人・俳人・作詞家・作家・放送作家・随筆家（コラムニスト）・文芸評論家）に関連した書きかけの項目です。この項目を加筆・訂正などしてくださる協力者を求めています（P:文学/PJ:作家）。 |